# Кашіо Сейічіро
Сейічіро Кашіо (яп. 柏尾 誠一郎; англ. Seiichiro Kashio; нар. 2 січня 1892 — пом. 6 вересня 1962) — японський тенісист, срібний призер Олімпійських ігор (1920).

## Біографія
Народився 2 січня 1892 року в японському місті Осака однойменної префектури.
На VI літніх Олімпійських іграх 1920 року в Антверпені (Бельгія) брав участь у тенісному турнірі в одиночному та парному розрядах.
В одиночному розряді у першому турі з рахунком 3:0 переміг Еріка Теґнера (Данія), проте у другому турі поступився 3:2 Джорджеві Додду (Південна Африка). 
В парному розряді разом з Кумаґе Ічія почергово перемогли дуети з Бельгії (3:0), Південної Африки (3:1) та Франції (3:1). У фінальному поєдинку поступились британському дуету з рахунком 3:1, завоювавши срібну олімпійську медаль.
Помер 6 вересня 1962 року в рідному місті Осака.